# USWA World Tag Team Championship
Lo USWA World Tag Team Championship è stato un titolo di wrestling riservato alla divisione tag team di proprietà della United States Wrestling Association.

## Storia
Nel 1989 la Continental Wrestling Association e la World Class Wrestling Association (WCWA) si fusero insieme per formare la USWA. Nella fusione, la USWA sostituì entrambi i titoli WCWA World Tag Team Championship e CWA Tag Team Championship con la versione USWA. La compagnia assegnò le cinture a Cactus Jack & Scott Braddock quando questi vinsero il titolo WCWA il 4 agosto 1989. La USWA chiuse i battenti nel 1997; l'ultima coppia a detenere il titolo furono i PG-13 (J. C. Ice & Wolfie D). Ci furono un totale di 116 regni in otto anni di esistenza del titolo.